# Aleksandra Kapruziak
Aleksandra Kumik de domo Kapruziak (ur. 22 stycznia 1996) – polska łyżwiarka szybka na długim torze.

## Życiorys
Jest absolwentką I Liceum Ogólnokształcącego im. Jarosława Dąbrowskiego w Tomaszowie Mazowieckim. Treningi łyżwiarskie rozpoczęła w wieku 3 lat. Jako juniorka została pięciokrotną mistrzynią kraju juniorów. Reprezentowała Polskę na Mistrzostwach Świata Juniorów w Łyżwiarstwie Szybkim w latach 2011, 2013, 2014 i 2015 oraz na Zimowych Igrzyskach Olimpijskich Młodzieży 2012 w Innsbrucku zdobywając 6. miejsce na dystansie 3km. W latach 2009–2020 miała 53 starty w mistrzostwach kraju. Sześciokrotnie została mistrzynią kraju w wyścigu drużynowym. Indywidualnie zdobyła srebrny medal na Mistrzostwach Polski w Sprincie 2015 oraz na Mistrzostwach Polski na dystansach: dwa brązowe medale na 500 metrów (2015, 2016) i brązowy medal na 1000 metrów (2015). Zadebiutowała w Pucharze Świata w łyżwiarstwie szybkim podczas sezonu 2015-16 na 1000 metrów w Inzell. 